# Short Bomber
El Short Bomber fue un avión británico biplaza de reconocimiento, bombardeo y torpedero de largo alcance diseñado por Short Brothers como un desarrollo terrestre del muy exitoso Short Admiralty Type 184 (de los cuales se construyeron más de 900 ejemplares y muchos se exportaron).

## Diseño y desarrollo
El Bomber era un biplano de tres vanos de estructura de madera con recubrimiento de tela, desarrollado originalmente a partir del fuselaje del hidroavión Short 184 combinado con alas desarrolladas a partir de las del hidroavión Short Admiralty Type 166. El fuselaje era de sección de caja con una cubierta superior curva, montado sobre el ala inferior. El plano de cola incluía un elevador dividido con un solo empenaje y timón. El tren de aterrizaje constaba de un conjunto de cuatro ruedas debajo del morro y un patín debajo de la cola. Los dos tripulantes se sentaban en cabinas abiertas en tándem detrás del ala; inicialmente, el observador/artillero se sentaba en la cabina delantera para poder ponerse de pie y operar la ametralladora montada en el ala superior. Esta actividad algo precaria se hizo innecesaria con la invención del soporte de anillo para ametralladoras; en los aviones de producción, el piloto ocupaba la cabina delantera, con el artillero detrás de él en la cabina trasera, que estaba equipada con controles duales.
Estaba propulsado por un motor Rolls-Royce Eagle o un Sunbeam montado en el morro, moviendo una hélice bipala. El armamento comprendía una ametralladora Lewis orientada hacia atrás, así como provisión para un torpedo Whitehead de 14 pulgadas o varias bombas hasta 417 kg.
Las pruebas iniciales con el prototipo realizadas por el piloto de pruebas de Shorts, Ronald Kemp, revelaron que no podía transportar la carga requerida de seis bombas de 50,8 kg, por lo que la envergadura se incrementó en 3,66 m. Esto proporcionó la sustentación requerida, pero al mismo tiempo hizo que la aeronave fuera inestable tanto en cabeceo como en guiñada. La longitud del fuselaje se incrementó en 1,35 m, lo que resolvió el problema. Ya se habían encargado grandes cantidades del Bomber a Shorts y a otras empresas de ingeniería ligera; estos últimos produjeron aviones según los dibujos originales, pero todos los bombarderos "cortos" de Short se modificaron a la forma más larga antes de su aceptación.

## Historia operacional
El Short Bomber estaba destinado a realizar misiones de largo alcance; la duración máxima del vuelo era de aproximadamente seis horas. El primer Bomber voló en 1915 y se construyeron más de 80 aviones, 36 de ellos por Short Brothers y el resto fabricados por Mann Egerton (20), Sunbeam (15), Parnall (6) y Phoenix Aircraft Ltd (7).  El Short Bomber entró en servicio a finales de 1916 con el No. 7 Squadron del RNAS, realizando su primer bombardeo en la noche del 15 de noviembre de 1916, con cuatro Shorts, cada uno con ocho bombas de 30 kg, atacando objetivos en Ostende, Bélgica, junto con 18 Caudron G.4. El No. 7 Squadron del RNAS continuó las operaciones de bombardeo durante el invierno de 1916-17, pero el Short Bomber tenía poca potencia y fue retirado del servicio en abril de 1917, cuando entraron en servicio aviones más potentes (en particular el bimotor Handley Page Type O/100). Una de sus últimas operaciones de combate implicó atacar el muelle de Zeebrugge durante cuatro noches sucesivas en abril de 1917, en preparación para la incursión naval del día de San Jorge (23 de abril).

## Operadores
Reino Unido
- Real Servicio Aéreo Naval
- Real Cuerpo Aéreo

## Especificaciones
Referencia datos: The British Bomber since 1914 

### Características generales
- Tripulación: Dos (piloto y observador/artillero)
- Longitud: 13,7 m (45 ft)
- Envergadura: 25,6 m (84 ft)
- Altura: 4,6 m (15 ft)
- Superficie alar: 81 m² (871,9 ft²)
- Peso vacío: 2268 kg (4998,7 lb)
- Peso cargado: 3084 kg (6797,1 lb)
- Planta motriz: 1× motor lineal V12 refrigerado por aire Rolls-Royce Eagle.
  - Potencia: 190 kW (262 HP; 258 CV)
- Hélices: Bipala de paso fijo

### Rendimiento
- Velocidad máxima operativa (Vno): 124 km/h (77 MPH; 67 kt) a 1980 m (6500 pies)
- Alcance: 6 h
- Techo de vuelo: 3200 m (10 499 ft) (techo absoluto)
- Tiempo a altitud: 45 min para 3050 m (10 000 pies)

### Armamento
- Ametralladoras: 

  - 1x Lewis de 7,7 mm en anillo Scarff
- Bombas: 8 de 51 kg

## Aeronaves relacionadas

### Desarrollos relacionados
- Short Admiralty Type 184